# Михайленко Лідія Андріївна
Лі́дія Андрі́ївна Михайле́нко (20 серпня 1948, Черкаси)  — українська співачка, педагог, народна артистка України (2001).

## Біографія
Закінчила Черкаське музичне училище. Працювала хоровим диригентом у Київській консерваторії ім. П. І. Чайковського.
Співати почала в ансамблі пісні і танцю Київського військового округу, в 1975 році дебютувала на професійній естраді в складі ВІА «Кобза».
З 1982 по 1997 рр. бере участь в спектаклях Театру естради.
З 1989 р. гастролює по світу в складі тріо «Либідь».
Брала участь у рок-операх «Белая ворона», «Енеїда» та мюзиклі «Ніф, Наф, Нуф».

## Творчий доробок
Має багато записів на радіо України, касета з її піснями випущена в Канаді (під маркою «Yevshan»).
Лідія Михайленко викладає естрадний вокал у Київському інституті музики імені Р. М. Глієра.
Співголова журі Всеукраїнського фестивалю мистецтв «Майбутнє України-діти!» та Міжнародного фестивалю культури «Гребінчині вечорниці»Гребінчині вечорниці.

## Нагороди
2001 — Удостоєна високого почесного звання «Народний артист України»
2012 — Лауреат Міжнародної премії ЗА ДОБРОЧИННІСТЬ МДФ «Українська хата».